# 褐結螺
褐結螺（学名：Cronia fusca）为骨螺科擬岩螺屬下的一个种。